# Ван Тао (журналіст)
Ван Тао (王韬 , 10 листопада 1828 — 24 травня 1897) — китайський письменник, перекладач, журналіст, філософ часів династії Цін.

## Життєпис
Походив з родини середніх статків. Народився у Лічжі (провінція Цзянсу). Підлітком навчався у сільській приватній школі. Здобув класичну освіту. У 1845 році отримав нижчу вчену ступінь сюцай. У 1848 році перебирається до Шанхаю, де незабаром починає співпрацювати з Лондонським місіонерським товариством.
Співчутливо відгукувався про Тайпінське повстання (1850—1864), написав листа керівникам тайпінів, через що був визнаний «неблагонадійним». У зв'язку з цим перебирається до Гонконгу. Тут у 1862—1873 роках був помічником перекладача каноничних текстів китайської літератури англійською мовою Дж. Легга.
У 1867—1870 роках жив у Великій Британії, потім відвідав Францію і Російську імперію. У 1873 році почав видавати в Гонконзі одну з перших у Китаї приватних газет — «Дуньхуан жибао». У 1880 році перебував в Японії, де знаймовився з досягнення прогресу, організацією шкільної справи, журналістикою.
В останні роки життя керував школою природничих наук у Шанхаї. Тут й помер 24 травня 1897 року.

## Філософія
Ван Тао написав коментарі до класичних конфуціанських творів «Ши цзін», «Чжоу ї», «Лі цзі». Його праці натепер зберігаються у Нью-Йоркській публічній бібліотеці.
Філософські погляди Вана виражені у праці «Таоюань веньлу вайбянь» («Зовнішня частина зібрання прози Ван Тао», 12 цюаней, 1882 рік). Був ідеологом реформаторського руху і пропагандистом «самопосилення» країни за допомогою західних науково—технічних та соціально-політічних досягнень. Ван Тао вважав, що відповідні цим досягненням ідеї містяться у класичних пам'ятках давньокитайської філософії. Відстоючи поступові зміни у суспільстві, він вважав незмінними конфуціанські принципи і визнавав ідею «приречення» (мін 命).
Епістолярна спадщина Ван Тао зосереджена у 2 збірках листів: «Таоюань чиду» 弢园尺牍 («Листи Ван Тао», 1886 рік) та «Таоюань чіду сюйчао» («Продовжене відтворення листів Ван Тао», 1889 рік).
У прозі Вана здебільшого відображені його мандри («Моє перебування у Гонконзі», «Вибрані начерки з Безтурботної подорожі»).